# Goran Hadžić

Goran Hadžić (1992)

Goran Hadžić (serbokroatisch-kyrillisch Горан Хаџић; * 7. September 1958 in Vinkovci; † 12. Juli 2016 in Novi Sad) war ein serbischer Politiker aus Kroatien und ein vom Internationalen Strafgerichtshof für das ehemalige Jugoslawien verurteilter Kriegsverbrecher.
Von 1992 an war er knapp zwei Jahre lang der Präsident der selbsternannten Republik Serbische Krajina, die während des Kroatienkrieges in den Jahren 1991 bis 1995 etwa ein Drittel des kroatischen Staatsgebietes umfasste.
Im Juni 2004 wurde Goran Hadžić vom Internationalen Strafgerichtshof für das ehemalige Jugoslawien angeklagt. Die Vorwürfe beinhalten unter anderem Mord, Folter, Plünderung und die mutwillige Zerstörung von Dörfern im Zeitraum von August 1991 bis Juni 1992. Im Juli 2011 wurde er in Serbien verhaftet.

## Rolle im Kroatien-Krieg
Goran Hadžić arbeitete vor seiner politischen Karriere als Lagerarbeiter. Anfänglich engagierte er sich im Bund der Kommunisten Jugoslawiens in Vukovar. Später wechselte er in die Srpska Demokratska Stranka (SDS).
Am 26. Februar 1992 wurde Hadžić zum Präsidenten der Republik Serbische Krajina gewählt. Er behielt dieses Amt bis zum Januar 1994.
Nach dem Krieg floh er zunächst nach Serbien, wo er in Novi Sad eine Villa bewohnte, bis er am 4. Juni 2004 vom ICTY wegen Verbrechen gegen die Menschlichkeit sowie Kriegsverbrechen angeklagt wurde. Stunden nach Ausschreibung des Haftbefehls gegen ihn entzog er sich seiner Verhaftung durch Flucht. Im Oktober 2010 erhöhte die serbische Regierung die Belohnung für Hinweise zum Verbleib von Hadžić auf 250.000 Euro.
Als letzter der 161 vom Internationalen Strafgerichtshof für das ehemalige Jugoslawien angeklagten mutmaßlichen Kriegsverbrecher wurde Hadžić am 20. Juli 2011 in der Fruška Gora in der Nähe des Dorfes Krušedol verhaftet und zwei Tage später, am 22. Juli 2011, an das ICTY überstellt. Er starb am 12. Juli 2016 im Alter von 57 Jahren in Novi Sad an einem Hirntumor. Seit April 2015 war er aufgrund seines Gesundheitszustandes vorläufig aus der Haft entlassen worden.